# Musaranya del Sàhara
La musaranya del Sàhara (Crocidura lusitania) és una espècie de mamífer de la família de les musaranyes que viu a Algèria, Burkina Faso, Eritrea, Etiòpia, Gàmbia, Guinea, Guinea Bissau, Mali, Mauritània, el Marroc, el Níger, Nigèria, Senegal, Sierra Leone i el Sàhara Occidental.